# 2016년 하계 올림픽 수영
제31회 하계 올림픽 수영 경기는 브라질 리우데자네이루에서 8월 6일부터 16일까지 열렸다. 실내 경기는 6일부터 13일까지 올림픽 아쿠아 스타디움에서, 실외 경기인 마라톤 경기는 15일과 16일 코파카바나 해변에서 열렸다.

## 세부 종목
2016년 하계 올림픽 수영의 세부 종목은 아래와 같았다.
- 자유형: 50m, 100m, 200m, 400m, 800m (여자), 1500m (남자);
- 배영: 100m, 200m
- 평영: 100m, 200m
- 접영: 100m, 200m
- 개인혼영: 200m, 400m
- 계영: 400m, 800m
- 혼계영 : 400m
- 마라톤 수영: 10 km

## 참가국
- 알바니아 (2)
- 알제리 (1)
- 안도라 (2)
- 앙골라 (2)
- 앤티가 바부다 (2)
- 아르헨티나 (5)
- 아르메니아 (2)
- 아루바 (2)
- 오스트레일리아 (39)
- 오스트리아 (6)
- 아제르바이잔 (2)
- 바하마 (3)
- 바레인 (1)
- 방글라데시 (2)
- 바베이도스 (2)
- 벨기에 (10)
- 베냉 (2)
- 벨라루스 (8)
- 버뮤다 (2)
- 볼리비아 (2)
- 보스니아 헤르체고비나 (2)
- 보츠와나 (2)
- 브라질 (36)
- 영국령 버진아일랜드 (1)
- 불가리아 (3)
- 부르키나파소 (2)
- 부룬디 (2)
- 캄보디아 (2)
- 캐나다 (30)
- 케이맨 제도 (2)
- 중앙아프리카 공화국 (2)
- 칠레 (2)
- 중화인민공화국 (45)
- 콜롬비아 (4)
- 코모로 (2)
- 콩고 공화국 (2)
- 쿡 제도 (2)
- 코스타리카 (1)
- 크로아티아 (2)
- 쿠바 (1)
- 키프로스 (2)
- 체코 (8)
- 덴마크 (15)
- 지부티 (1)
- 도미니카 공화국 (2)
- 에콰도르 (3)
- 이집트 (7)
- 엘살바도르 (2)
- 에스토니아 (2)
- 에티오피아 (2)
- 피지 (2)
- 핀란드 (8)
- 프랑스 (30)
- 가봉 (1)
- 감비아 (1)
- 조지아 (2)
- 독일 (29)
- 영국 (28)
- 가나 (2)
- 그리스 (15)
- 그레나다 (2)
- 괌 (2)
- 기니 (2)
- 과테말라 (2)
- 가이아나 (2)
- 아이티 (2)
- 온두라스 (2)
- 홍콩 (7)
- 헝가리 (35)
- 이라크 (1)
- 아이슬란드 (3)
- 인도 (2)
- 인도네시아 (2)
- 이란 (1)
- 아일랜드 (3)
- 이스라엘 (7)
- 이탈리아 (38)
- 코트디부아르 (2)
- 자메이카 (2)
- 일본 (36)
- 요르단 (2)
- 카자흐스탄 (3)
- 케냐 (2)
- 코소보 (2)
- 독립 (2)
- 키르기스스탄 (2)
- 라오스 (2)
- 라트비아 (2)
- 레바논 (2)
- 리비아 (2)
- 리히텐슈타인 (2)
- 리투아니아 (6)
- 룩셈부르크 (3)
- 마케도니아 공화국 (2)
- 마다가스카르 (2)
- 말레이시아 (3)
- 말라위 (2)
- 몰디브 (2)
- 말리 (2)
- 몰타 (2)
- 마셜 제도 (2)
- 모리셔스 (2)
- 멕시코 (3)
- 미크로네시아 연방 (2)
- 몰도바 (2)
- 몽골 (2)
- 몬테네그로 (2)
- 모로코 (2)
- 모잠비크 (2)
- 미얀마 (1)
- 네덜란드 (17)
- 네팔 (2)
- 뉴질랜드 (9)
- 니카라과 (2)
- 니제르 (2)
- 나이지리아 (2)
- 노르웨이 (2)
- 팔라우 (2)
- 팔레스타인 (2)
- 파키스탄 (2)
- 파나마 (2)
- 파푸아뉴기니 (1)
- 파라과이 (2)
- 페루 (2)
- 필리핀 (2)
- 폴란드 (20)
- 포르투갈 (5)
- 카타르 (2)
- 난민 (2)
- 루마니아 (6)
- 푸에르토리코 (2)
- 러시아 (36)
- 르완다 (2)
- 세인트루시아 (1)
- 세인트빈센트 그레나딘 (2)
- 사모아 (2)
- 세네갈 (2)
- 세르비아 (6)
- 세이셸 (2)
- 시에라리온 (2)
- 싱가포르 (3)
- 슬로바키아 (3)
- 슬로베니아 (10)
- 남아프리카 공화국 (13)
- 대한민국 (8)
- 스페인 (24)
- 스리랑카 (2)
- 스웨덴 (11)
- 스위스 (8)
- 수단 (2)
- 수리남 (2)
- 시리아 (2)
- 중화 타이베이 (2)
- 타지키스탄 (2)
- 탄자니아 (2)
- 태국 (2)
- 토고 (2)
- 통가 (2)
- 트리니다드 토바고 (2)
- 튀니지 (2)
- 튀르키예 (4)
- 투르크메니스탄 (2)
- 우간다 (2)
- 우크라이나 (7)
- 아랍에미리트 (2)
- 미국 (47)
- 우루과이 (2)
- 우즈베키스탄 (2)
- 베네수엘라 (6)
- 베트남 (2)
- 미국령 버진아일랜드 (2)
- 예멘 (2)
- 잠비아 (2)
- 짐바브웨 (2)

## 메달 집계

### 나라별 메달 집계
| 순위 | 국가              | 금메달 | 은메달 | 동메달 | 합계 |
| ---- | ----------------- | ------ | ------ | ------ | ---- |
| 1    | 미국              | 16     | 8      | 9      | 33   |
| 2    | 오스트레일리아    | 3      | 4      | 3      | 10   |
| 3    | 헝가리            | 3      | 2      | 2      | 7    |
| 4    | 일본              | 2      | 2      | 3      | 7    |
| 5    | 영국              | 1      | 5      | 0      | 6    |
| 6    | 중국              | 1      | 2      | 3      | 6    |
| 7    | 캐나다            | 1      | 1      | 4      | 6    |
| 8    | 스웨덴            | 1      | 1      | 1      | 3    |
| 9    | 이탈리아          | 1      | 0      | 2      | 3    |
| 10   | 덴마크            | 1      | 0      | 1      | 2    |
| 10   | 스페인            | 1      | 0      | 1      | 2    |
| 11   | 카자흐스탄        | 1      | 0      | 0      | 1    |
| 11   | 싱가포르          | 1      | 0      | 0      | 1    |
| 12   | 남아프리카 공화국 | 0      | 3      | 0      | 3    |
| 13   | 러시아            | 0      | 2      | 2      | 4    |
| 14   | 프랑스            | 0      | 2      | 1      | 3    |
| 15   | 벨기에            | 0      | 1      | 0      | 1    |
| 15   | 그리스            | 0      | 1      | 0      | 1    |
| 16   | 벨라루스          | 0      | 0      | 1      | 1    |
| 16   | 브라질            | 0      | 0      | 1      | 1    |
| 합계 | 합계              | 33     | 34     | 34     | 101  |

### 메달리스트

#### 남자
| 종목                 | 금                    | 금         | 은                                    | 은       | 동                     | 동       |
| -------------------- | --------------------- | ---------- | ------------------------------------- | -------- | ---------------------- | -------- |
| 자유형 50 m 자세히   | 앤서니 어빈           | 0:21.40    | 플로랑 마노두                         | 0:21.41  | 네이선 에이드리언      | 0:21.49  |
| 자유형 100 m 자세히  | 카일 차머스           | 0:47.58    | 피터르 티머르스                       | 0:47.80  | 네이선 에이드리언      | 0:47.85  |
| 자유형 200m 자세히   | 쑨양                  | 1:44.65    | 채드 르클로                           | 1:45.20  | 코너 드와이어          | 1:45.23  |
| 자유형 400m 자세히   | 맥 호턴               | 3:41.55    | 쑨양                                  | 3:41.68  | 가브리엘레 데티        | 3:43.49  |
| 자유형 1500m 자세히  | 그레고리오 팔트리네리 | 14:34.57   | 코너 재거                             | 14:39.48 | 가브리엘레 데티        | 14:40.86 |
|                      |                       |            |                                       |          |                        |          |
| 배영 100m 자세히     | 라이언 머피           | 0:51.97 OR | 쉬자위                                | 0:52.31  | 데이비드 플러머        | 0:52.40  |
| 배영 200 m 자세히    | 라이언 머피           | 1:53.62    | 미치 라킨                             | 1:53.96  | 예브게니 릴로프        | 1:53.97  |
|                      |                       |            |                                       |          |                        |          |
| 평영 100m 자세히     | 애덤 피티             | 0:57.13 WR | 캐머런 밴더버그                       | 0:58.69  | 코디 밀러              | 0:58.87  |
| 평영 200m 자세히     | 드미트리 발란딘       | 2:07.46    | 조슈아 프레노트                       | 2:07.53  | 안톤 춥코프            | 2:07.70  |
|                      |                       |            |                                       |          |                        |          |
| 접영 100m 자세히     | 조지프 스쿨링         | 50.39 OR   | 마이클 펠프스 채드 르클로 체흐 라슬로 | 51.14    | ㆍ                     | ㆍ       |
| 접영 200 m 자세히    | 마이클 펠프스         | 1:53.36    | 사카이 마사토                         | 1:53.40  | 타마스 켄더레시        | 1:53.62  |
|                      |                       |            |                                       |          |                        |          |
| 개인혼영 200m 자세히 | 마이클 펠프스         | 1:54.66    | 하기노 고스케                         | 1:56.61  | 왕순                   | 1:57.05  |
| 개인혼영 400m 자세히 | 하기노 고스케         | 4:06.05    | 체이스 케일리시                       | 4:06.75  | 세토 다이야            | 4:09.71  |
|                      |                       |            |                                       |          |                        |          |
| 계영 400m 자세히]]   | 미국                  | 3:09.92    | 프랑스                                | 3:10.53  | 오스트레일리아         | 3:11.37  |
| 계영 800m 자세히     | 미국                  | 7:00.66    | 영국                                  | 7:03.13  | 일본                   | 7:03.50  |
| 혼계영 400m 자세히   | 미국                  | 3:27.95 OR | 영국                                  | 3:29.24  | 오스트레일리아         | 3:29.93  |
|                      |                       |            |                                       |          |                        |          |
| 10 km 마라톤 자세히  | 페리 비어트만         | 1:52.59    | 스피리돈 지안니티오스                 | 1:52.60  | 마르크 앙투안 올리비에 | 1:53.02  |

-  : 결선에는 참가하지 않고 예선 경기에만 참가해 메달을 받은 선수들

#### 여자
| 종목                  | 금                        | 금         | 은                 | 은      | 동                      | 동      |
| --------------------- | ------------------------- | ---------- | ------------------ | ------- | ----------------------- | ------- |
| 자유형 50m 자세히     | 페르닐레 블루메           | 0:24.07    | 시몬 매뉴얼        | 0:24.09 | 알렉산드라 제라시메니야 | 0:24.11 |
| 자유형 100m 자세히    | 시몬 매뉴얼 페니 올렉시액 | 0:52.07 OR | -                  | -       | 사라 셰스트룀           | 0:52.99 |
| 자유형 200m 자세히    | 케이티 러데               | 1:53.73    | 사라 셰스트룀      | 1:54.08 | 에마 매키언             | 1:54.92 |
| 자유형 400m 자세히    | 케이티 러데키             | 3:56.46 WR | 재스민 칼린        | 4:01.23 | 리아 스미스             | 4:01.92 |
| 자유형 800m 자세히    | 케이티 러데키             | 8:04.79 WR | 재스민 칼린        | 8:16.17 | 보그라르카 카파스       | 8:16.37 |
|                       |                           |            |                    |         |                         |         |
| 배영 100m 자세히      | 호수 커틴커               | 0:58.45    | 캐슬린 베이커      | 0:58.75 | 카일리 마스 푸위안후이  | 0:58.76 |
| 배영 200m 자세히      | 마야 디라도               | 2:05.99    | 호수 커틴커        | 2:06.05 | 힐러리 콜드웰           | 2:07.54 |
|                       |                           |            |                    |         |                         |         |
| 평영 100m 자세히      | 릴리 킹                   | 1:04.93 OR | 율리야 예피모바    | 1:05.50 | 케이티 메일리           | 1:05.69 |
| 평영 200m 자세히      | 가네토 리에               | 2:20.30    | 율리야 예피모바    | 2:21.97 | 쉬징린                  | 2:22.28 |
|                       |                           |            |                    |         |                         |         |
| 접영 100m 자세히      | 사라 셰스트룀             | 0:55.48 WR | 페니 올렉시액      | 0:56.46 | 다나 볼머               | 0:56.63 |
| 접영 200m 자세히      | 미레이라 벨몬테           | 2:04.85    | 매들라인 그로브스  | 2:04.88 | 호시 나쓰미             | 2:05.20 |
|                       |                           |            |                    |         |                         |         |
| 개인 혼영 200m 자세히 | 호수 커틴커               | 2:06.58 OR | 시오반 마리 오코너 | 2:06.88 | 마야 디라도             | 2:08.79 |
| 개인 혼영 400m 자세히 | 호수 커틴커               | 4:26.36 WR | 마야 디라도        | 4:31.15 | 미레이라 벨몬테         | 4:32.39 |
|                       |                           |            |                    |         |                         |         |
| 계영 400m 자세히      | 오스트레일리아            | 3:30.65 WR | 미국               | 3:31.89 | 캐나다                  | 3:32.89 |
| 계영 800m 자세히      | 미국                      | 7:43.03    | 오스트레일리아     | 7:44.87 | 캐나다                  | 7:45.39 |
| 혼계영 400m 자세히    | 미국                      | 3:53.13    | 오스트레일리아     | 3:55.00 | 덴마크                  | 3:55.01 |
|                       |                           |            |                    |         |                         |         |
| 10 km 마라톤 자세히   | 샤론 판 루벤달            | 1:56.32    | 라헬 브루니        | 1:56.49 | 폴리아나 오키모토       | 1:56.51 |

- 범례 : * 결선에는 참가하지 않고 예선 경기에만 참가하고 메달을 받은 선수들